# 落花流水 (松浦ひろみの曲)
「落花流水」（らっかりゅうすい）は、松浦ひろみの楽曲。自身初の主演映画（R18）『懺悔〜松岡真知子の秘密〜』の主題歌となった4枚目シングルを発売、さらにテレビ東京の音楽番組『音流〜On Ryu〜』のエンディングテーマにも採用される。表題曲のPVは映画中の出演者の石井亮も出演、2012年8月3日発売のPV集「歌う大捜査線」を収録。

## 収録内容
1. 落花流水
  - 作詞・作曲：松浦ひろみ / 編曲：
2. 銀色のライオン
  - 作詞： / 作曲：松浦ひろみ / 編曲：
3. ゴメンね...
  - 作詞： / 作曲：松浦ひろみ / 編曲：